# 鵜来 (海防艦)
鵜来（うくる）は、日本海軍の海防艦。

## 概要
鵜来（うくる）は、日本海軍が日本鋼管鶴見造船所で建造した海防艦で、鵜来型海防艦の1番艦。艦名は、高知県の鵜来島にちなむ。
1944年（昭和19年）7月末に竣工し、呉防備戦隊に編入された。10月16日、第一海上護衛隊に編入され、ヒ船団の護衛任務に従事した。
11月15日、海上護衛総司令部麾下に新編された第101戦隊に所属する。
1945年（昭和20年）1月12日、鵜来は仏印サンジャック沖合で米軍機動部隊艦上機の攻撃をうけて損傷、第101戦隊司令部も全滅した（ヒ86船団）。
内地帰投後、2月より門司～朝鮮半島方面で護衛任務に従事する。太平洋戦争を生き延び、戦後は掃海に従事したのち、最終的に海上保安庁の巡視船さつま (PL-104)となった。1965年に退役した。

## 起工までの経緯
マル急計画の海防艦甲型、第310号艦型の23番艦、仮称艦名第332号艦として計画。1942年2月14日、海防艦乙型（基本計画番号E20）の基本計画の決定により第322号艦型に計画変更。1943年7月5日、海防艦改乙型（基本計画番号E20b）の設計が完了したため、第310号艦型と第320号艦型の未起工艦のうち本艦を含む8隻は、基本計画番号E20bに従って建造されることになった。また、未起工艦8隻のうち日立造船に建造が割り当てられていた3隻は、用兵側から要望のあった掃海具を装備した通称「日振型」として建造されることになる。

## 艦歴

### 第一海上護衛隊編入まで
1943年（昭和18年）10月9日、日本鋼管株式会社鶴見造船所で起工。1944年（昭和19年）1月25日、鵜来と命名され、占守型海防艦の18番艦に定められ、本籍を佐世保鎮守府と仮定。5月15日、進水。6月5日、艦艇類別等級の改正で海防艦の項中に鵜来型が新設され、同級の1番艦に定められる。
7月31日竣工し、本籍を佐世保鎮守府に、役務を佐世保鎮守府警備海防艦にそれぞれ定められる。同日付で呉防備戦隊に編入される。
8月1日、日本海軍は九州佐伯に司令部をおく特設対潜訓練隊（司令西岡茂泰大佐、海兵40期）を編成した。呂号第六十八潜水艦と呂号第五百潜水艦（元ドイツ潜水艦U-511）が新造海防艦の訓練に協力する。だが鵜来は受領後に発生した機関故障のため、9月19日まで横須賀に在泊し修理と整備を行う。同19日午後4時、横須賀を出航し内海西部へむかう。9月23日に佐伯到着、翌24日より対潜訓練をおこなった。対潜訓練隊の呂号第五百潜水艦を相手に基礎術力練成教育にあたる。
10月13日、鵜来は佐伯を出発して15日佐世保港に到着した。
10月16日、鵜来は呉防備戦隊より除かれ、第一海上護衛隊に編入された。

### ヒ79船団・ヒ80船団
北九州回航後の10月26日、給糧艦間宮等をふくむヒ79船団を護衛し、門司を出撃する。第五護衛船団司令官吉富説三少将が指揮するヒ79船団の護衛部隊は、練習巡洋艦香椎、海防艦（鵜来、能美、第17号）、平島型敷設艇（新井埼）、第21号掃海艇であった。
10月29日夜、めるぼるん丸はヒ79船団から分離して台湾基隆にむかった。
10月30日-31日、台湾高雄滞在中にヒ79船団より3隻（間宮、香久丸、第21号掃海艇）が分離し、3隻（海防艦満珠、タンカー黒潮丸、良栄丸）が加入した。護衛艦艇（香椎、鵜来、能美、満珠、第17号、新井埼）で高雄を出撃する。
11月8日深夜、ヒ79船団はシンガポールに到着した。
シンガポール停泊中の11月15日、日本海軍は第一〇一戦隊（司令官渋谷紫郎海軍少将、兵44期）を新編した。
第101戦隊は海上護衛総司令部部隊に編入された。
新編時の第101戦隊は、練習巡洋艦香椎、海防艦6隻（対馬、大東、鵜来、第23号、第27号、第51号）という戦力であった。
なお第101戦隊新編時点で渋谷少将は内地におり、引き続き吉富少将が香椎より船団部隊を指揮した。
11月17日夕刻、ヒ80船団部隊はシンガポールを出発した。
ヒ80船団は、香椎（吉富少将旗艦）以下9隻（新井崎、能美、鵜来、満珠、三宅、笠戸、第17号海防艦、第23号海防艦、第51号海防艦）に護衛されていた。
20日、ヒ80船団部隊より第十七号海防艦が分離し、サンジャックにむかった。
28日、ヒ80船団部隊より3隻（新井埼、良栄丸、有馬山丸）が分離し、馬公経由で台湾高雄にむかった。
12月2日早暁、ヒ80船団部隊は北九州六連島に到着した。12月3日、ヒ80船団部隊は北九州港に到着して任務を完了した。鵜来や護衛艦は佐世保港に移動して、修理や整備をおこなう。
12月10日、第一海上護衛隊は解隊され、あらたに第一護衛艦隊（司令長官岸福治海軍中将、兵40期）が新編された。第101戦隊も同艦隊に編入された。

### ヒ85船団・ヒ86船団
12月19日、第101戦隊（香椎、鵜来、大東、対馬、23号、27号、51号）は増援艦艇と共に、陸軍特殊船神州丸等を含むヒ85船団を護衛して六連を出撃した。
ヒ85船団部隊は23日夜に高雄港外に到着したが、米軍機動部隊来襲の可能性があり洋上に退避した。12月25日午後、台湾高雄港に入港した。
ここで陸軍特殊船4隻（日向丸、青葉山丸、吉備津丸、神州丸）の護衛を第三十一戦隊の海防艦三宅や能美等が引き継ぎ、陸軍特殊船はルソン島分遣船団「タマ38船団」となってフィリピンのルソン島にむかった。かわりにタンカーや貨物船がヒ85船団に加入し、大規模船団となった。
27日、ヒ85船団部隊は高雄を出航した。
28日、船団部隊より対馬と帝北丸が分離、先行して海南島へむかう。
29日、船団部隊に掃海艇101号が合流した。
1945年（昭和20年）1月1日未明、海南島楡林でPB4Y哨戒爆撃機の空襲をうけた僚艦対馬は、至近弾で浸水被害をうける。対馬は応急修理のため香椎等と分離し、同地に残った。
1月4日、ヒ85船団部隊はベトナムのサン・ジャック泊地に到着した。
サンジャック停泊中に船団の編成替えがおこなわれ、第101戦隊は内地へ戻るタンカーや貨物船を護衛することになった。1月9日、第101戦隊（香椎、鵜来、大東、23号、27号、51号）はヒ86船団を護衛してサン・ジャック泊地を出発した。
同時期、ハルゼー大将が率いるアメリカ海軍機動部隊は、レイテ沖海戦で取り逃がした航空戦艦2隻（日向、伊勢）を仕留めるため、バシー海峡を突破して南シナ海に侵入する。ハルゼー提督は、日本艦隊は仏印カムラン湾にいると推定していた。ところが航空戦艦2隻を含む第二遊撃部隊（志摩艦隊）は、空襲を懸念してシンガポール方面リンガ泊地に後退していた。そこでハルゼー提督は仏印方面で行動中の日本軍輸送船団に目標を変更する。
1月12日朝より、アメリカ海軍機動部隊はヒ86船団部隊に対する攻撃を開始した。加入船舶は全滅し、護衛部隊も3隻（香椎、第23号、第51号）が沈没、3隻（鵜来、大東、27号）が小破した。香椎では渋谷司令官を含め乗組員の大部分が戦死、鵜来は香椎生存者7名を救助した。
13日から14日にかけて、残存3隻は海南島楡林に到着した。
この頃、第38任務部隊が香港や高雄に分散していたヒ87船団を攻撃していた。16日、空母エセックスより攻撃隊約30機が海南島楡林に飛来する。空襲で大東が小破したが、対馬をふくめた各艦の対空射撃により、F4U コルセアを1機撃墜した。
20日まで、鵜来は海南海軍工作部で応急修理をおこなった。21日午前3時、ユタ15船団部隊（対馬、鵜来、大東、27号、帝北丸、明島丸）は楡林を出発する。泗礁山と青島を経由して2月7日に大東湾着。
26日昼、ユタ15船団部隊は南日島（現在の福建省莆田市秀嶼区）に立ち寄り、吉備津丸と合流した。
翌27日朝、出航。2月10日、ユタ15船団部隊は北九州門司に到着して解散した。鵜来は佐世保へ移動し、13日から佐世保海軍工廠で修理をおこなう。20日、出渠した。

### 太平洋戦争末期
佐世保入渠中の2月12日から26日まで第八〇一海軍航空隊作戦指揮下に編入。
3月10日、モシ01船団（復航はシモ01船団）を護衛して上海に向け門司発。24日に門司帰着。25日、第百一戦隊は戦時編制から除かれ、鵜来は第一護衛艦隊に編入される。
4月25日、第二十二海防隊に編入、隊内区分第二小隊に配される。終戦時は日本海で行動中。8月25日、佐世保鎮守府第一予備海防艦に定められる。
11月30日、海軍省の廃止に伴い除籍された。

### 掃海艦
1945年12月1日、第二復員省の開庁に伴い、佐世保地方復員局所管の掃海艦に定められる。
1946年7月10日、掃海艦籍のまま掃海母艦と呼称され、定員を除かれる。
1947年6月26日、佐世保地方復員局所管の特別輸送艦に改められる。同日付で特別保管艦に指定され、佐世保特別保管艦艇第二保管群に配される。12月2日、特別輸送艦の定めを解かれた。

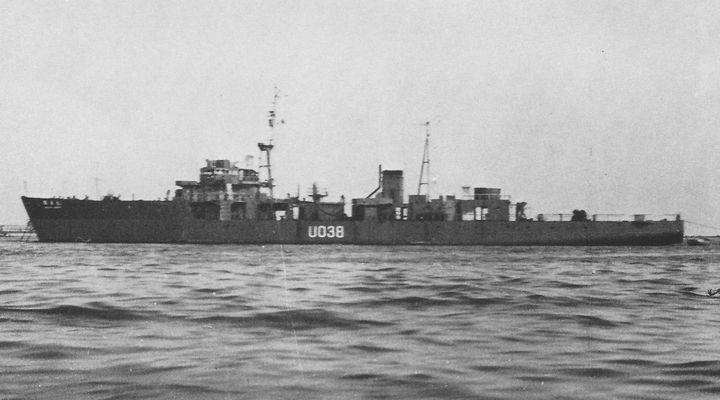
中央気象台定点観測船鵜来丸
（1948年頃、東京湾）

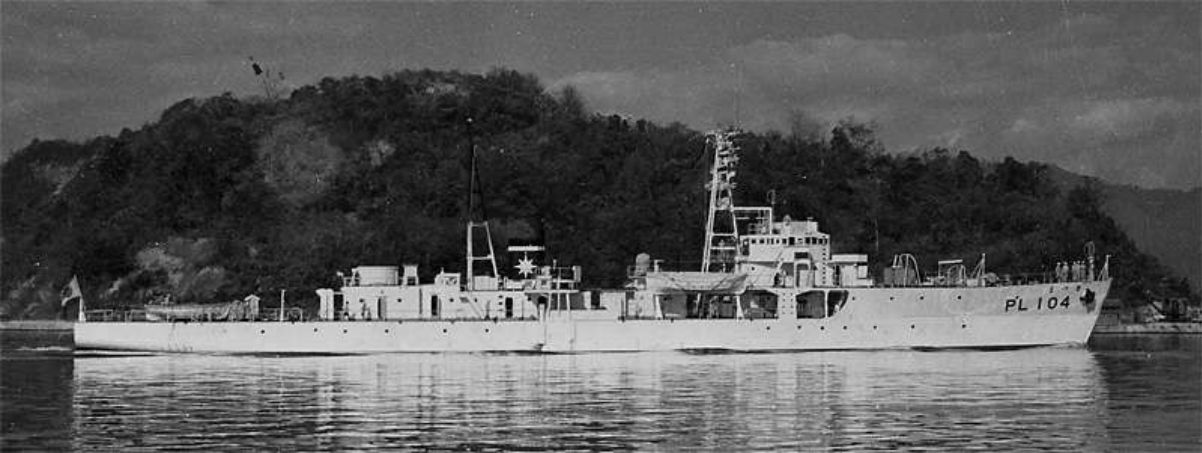
巡視船さつま PL-104

### 定点観測船-巡視船
1947年（昭和22年）12月26日、運輸省へ移管され、中央気象台の定点観測船となり鵜来丸（うくるまる）と命名。この任務に3隻（鵜来、竹生、生名）が投入された。
鵜来丸は、三陸東方沖の北方定点で1948年から1953年にかけて26航海を、四国南方沖の南方定点で1949年から1953年にかけて15航海を行い、定点観測に従事した。
1954年（昭和29年）1月1日、海上保安庁に編入され巡視船さつま (PL-104)となり、第七管区鹿児島海上保安部に配属された。さつまは四国南方沖の南方定点で1955年に1航海を行い、定点観測に従事した。
1957年4月21日、鹿児島沖にて第一次南極観測を終え帰国途中の宗谷を出迎えた。その様子が記録映画「日本南極地域観測隊の記録　南極大陸」に描かれている。
1961年5月1日、九州沖で第五次南極観測を終え帰国途中の宗谷を出迎えた。そのさい南極の氷が入った木箱を2つ受け取った。
1962年1月1日、第七管区海上保安部の分割に伴い、鹿児島海上保安部は第十管区海上保安部に移管。
1965年11月24日、第一管区釧路海上保安部のつがる (PL-105)が第十管区鹿児島海上保安部へ移籍することに伴い海上保安庁を解役された。つがるの転属により、その代船として第一管区釧路海上保安部にはえりも (PL-13)が配属された。

## 鵜来海防艦長/艦長
艤装員長
1. 乗松芳雄 少佐：1944年5月10日 - 1944年6月27日
2. 桑原忠夫 大尉：1944年6月27日 - 1944年7月31日

海防艦長/艦長
1. 桑原忠夫 大尉/少佐：海防艦長 1944年7月31日 - 1945年2月10日
2. 嶋田末治 少佐/第二復員官：1945年2月10日 - 艦長 1945年12月20日
3. 大塚米治 第二復員官：1945年12月20日 - 1946年3月10日
4. 志垣郁雄 第二復員官/第二復員事務官：1946年3月10日 - 1946年4月25日
5. 間覚郁男 第二復員事務官/復員事務官：1946年5月2日 - 1946年7月10日[注 16]
6. （兼）牧野坦 復員事務官：1947年3月5日 - 1947年6月26日 （本職：下関掃海部長）
7. 藤井伸之 復員事務官：1947年6月26日 - 1947年8月30日
8. 本田幸人 復員事務官：1947年8月30日 - 1947年12月2日[注 17]

### 注
1. ↑  これは第310号艦型の価格であり、基本計画番号E20bとしての価格ではない。
2. ↑  この数字は特修兵を含まない。
3. ↑  『海防艦鵜来戦時日誌』の記述より。本文には「仮称三式探信儀二型甲」とある。
4. ↑  本来の艦名表記は鵜來。以下、「鵜来」の表記部について同じ。
5. ↑  一部の二次資料では「鵜来は横須賀防備戦隊に編入」[4][3]と記述する。
6. ↑  一部の二次資料では「鵜来は9月15日に第一海上護衛隊に編入」と記述する[4][3]
7. ↑  新編時の第一〇一戦隊は、司令官渋谷紫郎海軍少将（旗艦「香椎」）、海防艦6隻（対馬、大東、鵜来、第23号、第27号、第51号）[9]。
8. ↑  マル急計画の当初計画での番数。
9. ↑  のち、基本計画番号E20は建造予定を繰り上げて第320号艦を第1艦とした。
10. ↑  この日時点で通称択捉型海防艦のうち、既に海防艦六連（昭和18年9月2日沈没）[13]と若宮（昭和18年11月23日沈没）[14]が除籍されていた[15]。それら除籍艦を含めると通算で20番艦。
11. ↑  『海防艦三宅戦記』116頁では護衛艦艇8隻（香椎、新井埼、三宅、満珠、能美、鵜来、17号、不明1隻）とする[41]。
12. ↑  B-24 リベレーター爆撃機の海軍バージョン[63]。
13. ↑  第二遊撃部隊の指揮官は、第五艦隊司令長官志摩清英海軍中将：第四航空戦隊（日向、伊勢）、巡洋艦3隻（足柄〈志摩中将旗艦〉、羽黒、大淀）[70]、第二水雷戦隊（霞、初霜、朝霜）。
14. ↑  ヒ85船団から分離してタマ38船団となった陸軍特殊船4隻は、前年12月30日に北サンフェルナンドで青葉山丸が沈没[87][88]、1月3日に台湾高雄沖で神州丸が沈没し[89]、日向丸も損傷した[90]。健在は吉備津丸だけだった。
15. ↑  本船の読みは、官報掲載の電波監理委員会告示による。一例を挙げるならば、昭和26年7月6日付 官報第7346号。本官報は、国立国会図書館デジタルコレクション 永続的識別子 info:ndljp/pid/2963897 で閲覧可能。
16. ↑  昭和21年7月10日付 復二第85号の定めによる自動解職。
17. ↑  昭和21年7月1日付 復二第67号の定めによる自動解職。